# 郎咸芬
郎咸芬（1936年—），女，山东潍坊人，中国吕剧表演艺术家，山东省吕剧团一级演员。

## 生平
1954年，当选第一届全国人民代表大会代表。1959年加入中国共产党。